# United Nations Interim Force in Lebanon

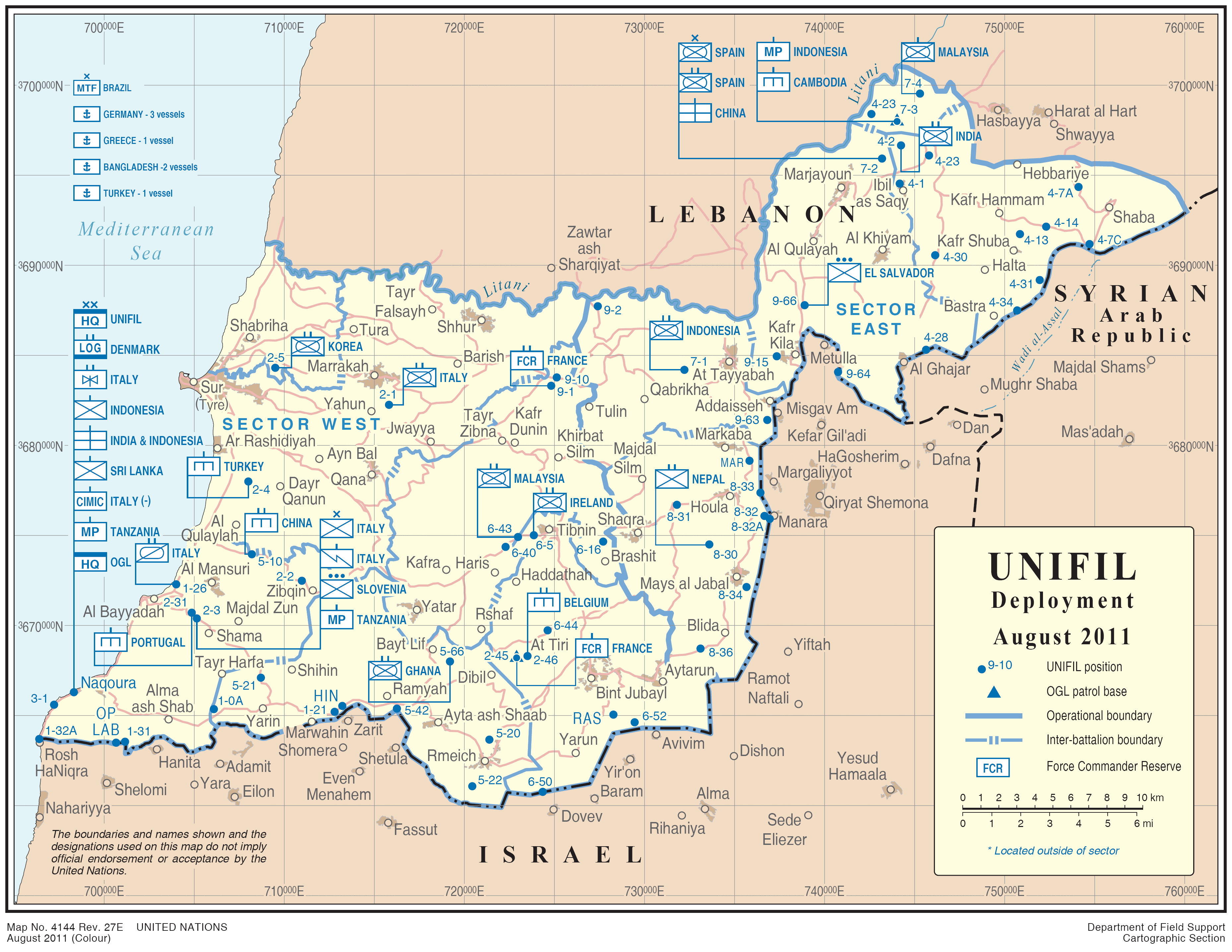
UNIFIL-grupperingar, 2011.

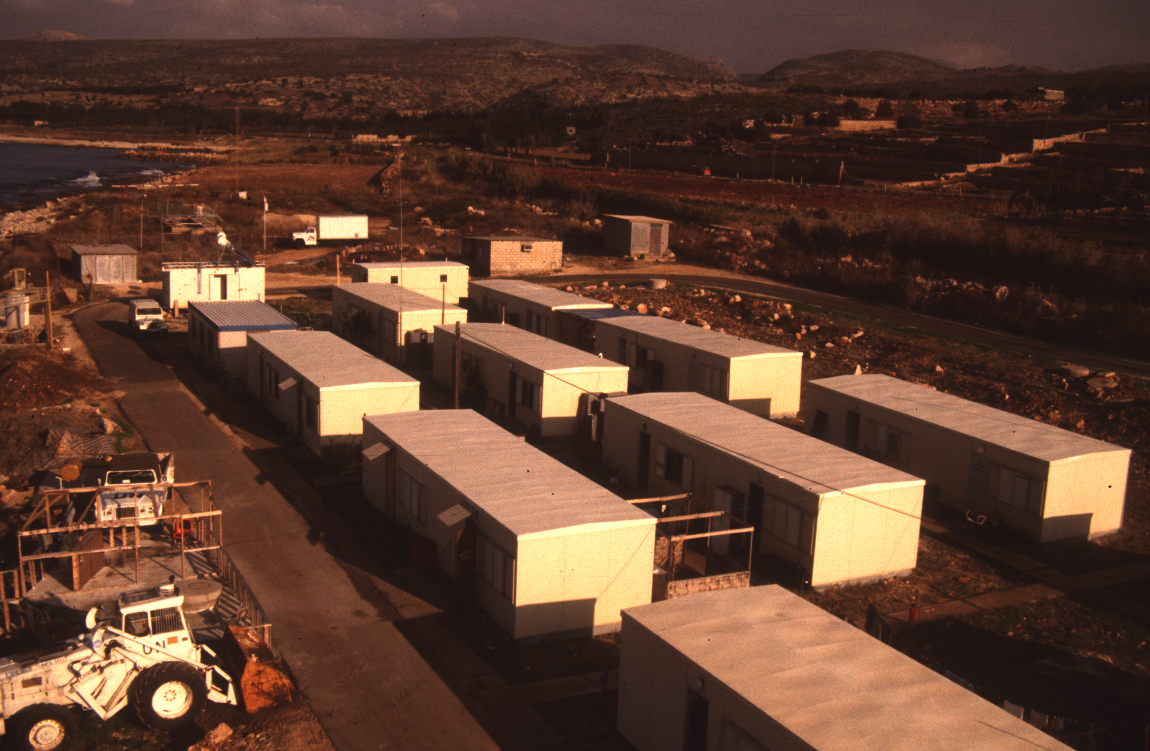
Delar av svenska FN-sjukhusets bostäder på Camp Silvia i Libanon.

United Nations Interim Force in Lebanon (UNIFIL) skapades av FN, med antagandet av säkerhetsrådets resolution 425 och 426 den 19 mars 1978, för att säkerställa tillbakadragandet av milisen Hizbollah, motverka vapensmuggling, verka avhållande för ytterligare konflikt, och överse Israels tillbakadragande från Libanon, för att hjälpa Libanons regering att återställa de facto myndighet över södra Libanon, efter Hizbollahs tidigare övertagande.
De första UNIFIL-trupperna stationerades i området den 23 mars 1978; dessa trupper omfördelades från andra FN:s fredsbevarande operationer i området (det vill säga United Nations Emergency Force och United Nations Disengagement Observer Force Zone).
Under ockupationen var UNIFIL:s funktion främst att ge humanitärt bistånd.
UNIFIL:s mandat förnyas genom FN:s säkerhetsråd årligen. Nuvarande mandat löper ut den 31 augusti 2014.

## Svenska bidrag
Norge satte för UNIFIL upp ett sjukhuskompani, Normedcoy, med tillhörande ambulanshelikopter. Sjukhusområdet utsattes för svåra påfrestningar genom stridsaktiviteter med upprepade beskjutningar och rekrytering av personal var svår. Efter att två läkare och två piloter omkom då en helikopter störtade beslöt Norge att ta hem sjukvårdsenheterna 1980. Sverige åtog sig då ansvaret för sjukhuset och Italien för helikopterförbandet. Det svenska bidraget bestod till en början av ett sjukhuskompani men övergick till en underhållsbataljon vari det tidigare sjukhuskompaniet kom att bli en del av. Under åren med svenskt sjukhuskompani hade man fortlöpande svårigheter att rekrytera läkare, med följd att tidvis hade endast hälften av kirurg- och ortopedläkarna specialistkompetens och många läkare arbetade kortare tid än en månad mot det avsedda halvåret. Rekrytering av annan sjukvårdspersonal liksom för bataljonen i övrigt var tillfredsställande.
Sjukhuskompaniet grupperade på Camp Silvia medan underhållsbataljonen grupperade på Camp Carl-Gustaf i Naquora. Bataljonens ingenjörskompani grupperade dock på Camp Nordic Star i Jwayya.
Sverige bidrog med följande förband.
| Förbandskod | Förbandsnamn | Aktivt                                    | Kommentar |
| ----------- | ------------ | ----------------------------------------- | --- |
| 68ML        |              | mars 1978–maj 1978                        | Kompaniet togs ur bataljon 68M i Sinai under UNEF II                                                                     |
| L01         |              | augusti 1980–                             | Sjukhuskompani |
| L02         |              |                                           | Sjukhuskompani |
| L03         |              |                                           | Sjukhuskompani |
| L04         |              |                                           | Sjukhuskompani |
| L05         |              |                                           | Sjukhuskompani |
| L06         |              |                                           | Sjukhuskompani |
| L07         |              | augusti 1983–februari 1984                | Sjukhuskompani |
| L08         |              | februari 1984–augusti 1984                | Sjukhuskompani |
| L09         |              | augusti 1984–februari 1985                | Sjukhuskompani |
| L10         |              | februari 1985–augusti 1985                | Sjukhuskompani |
| L11         |              | augusti 1985–februari 1986                | Sjukhuskompani |
| L12         |              | februari 1986–augusti 1986                | Sjukhuskompani |
| L13         |              | augusti 1986–febr. 1987                   | Sjukhuskompanit ingick från den 20 november i den Svenska bataljonen i Libanon, men kompaniet roterade hem i febr. 1987. |
| L91/        |              | november 1986– maj 1987                   | Underhållsbataljon Den Svenska bataljonen i Libanon bildades den 20 november och innehöll flera kompanier.               |
| L92/L14     |              | maj/februari 1987–November/september 1987 | Underhållsbataljon |
| L92/L14     |              | maj/januari 1987–November/september 1987  | Underhållsbataljon |
| L94/L15     |              | november 1987–maj 1988                    | Underhållsbataljon |
| L96/L16     |              | maj 1988–september 1988                   | Underhållsbataljon |
| L98/L17     |              |                                           | Underhållsbataljon |
| L100/L18    |              |                                           | Underhållsbataljon |
| L102/L19    |              |                                           | Underhållsbataljon |
| L104/L20    |              |                                           | Underhållsbataljon |
| L106/L21    |              | Oktober 1990–Maj 1991                     | Underhållsbataljon |
| L108/L22    |              | mars 1991–november 1991                   | Underhållsbataljon |
| L110        |              | september 1991– april 1992                | Underhållsbataljon |
| L112        |              | april 1992– oktober 1992                  | Underhållsbataljon |
| L114        |              |                                           | Underhållsbataljon |
| L116        |              |                                           | Underhållsbataljon |
| L118        |              | –april 1994                               | |
| LB01        |              | 2000                                      | Ammunitionsröjningspluton                                                                                                |
| ML01        |              | oktober 2006–april 2007                   | UNIFIL MAROPS |
| ML02        |              | april 2007–september 2007                 | UNIFIL MAROPS |

## UNIFIL-ledarskap

### Befälhavare över styrkan
| Startdatum          | Slutdatum        | Namn                         | Land      |
| ------------------- | ---------------- | ---------------------------- | --------- |
| mars 1978           | februari 1981    | Emmanuel A. Erskine          | Ghana     |
| februari 1981       | maj 1986         | William O'Callaghan          | Irland    |
| juni 1986           | juni 1988        | Gustav Hägglund              | Finland   |
| juli 1988           | februari 1993    | Lars-Erik Wahlgren           | Sverige   |
| februari 1993       | februari 1995    | Trond Furuhovde              | Norge     |
| april 1995          | 1 oktober 1997   | Stanislaw Franciszek Wozniak | Polen     |
| februari 1997       | september 1999   | Jioje Konousi Koronte        | Fiji      |
| 30 september 1999   | 1 december 1999  | James Sreenan                | Irland    |
| 16 november 1999    | 15 maj 2001      | Seth Kofi Obeng              | Ghana     |
| 15 maj              | 17 augusti 2001  | Ganesan Athmanathan          | Indien    |
| 17 augusti febr2001 | 17 februari 2004 | Lalit Mohan Tewari           | Indien    |
| 17 februari 2004    | 2 februari 2007  | Alain Pellegrini             | Frankrike |
| 2 februari 2007     | 28 januari 2010  | Claudio Graziano             | Italien   |
| 28 januari 2010     | 28 januari 2012  | Alberto Asarta Cuevas        | Spanien   |
| 28 januari 2012     | idag             | Major General Paolo Serra    | Italien   |

### Befälhavare av Maritime Task Force
| Startdatum      | Slutdatum       | Namn                          | Land      |
| --------------- | --------------- | ----------------------------- | --------- |
| september 2006  | 16 oktober 2006 | Giuseppe De Giorgi            | Italien   |
| 16 oktober 2006 | mars 2007       | Andreas Krause                | Tyskland  |
| mars 2007       | september 2007  | Karl-Wilhelm Bollow           | Tyskland  |
| september 2007  | februari 2008   | Christian Luther              | Tyskland  |
| februari 2008   | augusti 2008    | Ruggiero di Biase             | Italien   |
| september 2008  | februari 2009   | Jean-Louis Kerignard          | Frankrike |
| mars 2009       | maj 2009        | Jean-Thierry Pynoo            | Belgien   |
| augusti 2009    | augusti 2009    | Ruggiero Di Biase             | Italien   |
| september 2009  | november 2009   | Jürgen Mannhardt              | Tyskland  |
| december 2009   | februari 2011   | Paolo Sandalli                | Italien   |
| februari 2011   | februari 2012   | Luiz Henrique Caroli          | Brasilien |
| februari 2012   | idag            | Wagner Lopes de Moraes Zamith | Brasilien |

### Personlig företrädare för generalsekreteraren för Södra Libanon
| Startdatum      | Slutdatum       | Namn                | Land      |
| --------------- | --------------- | ------------------- | --------- |
| mars 1978       | ?               | Jean Cuq            | Frankrike |
| 2000            | 15 januari 2001 | Rolf Göran Knutsson | Sverige   |
| 15 januari 2001 | april 2005      | Staffan de Mistura  | Sverige   |
| april 2005      | Idag[när?]      | Geir Pedersen       | Norge     |